# Alia al-Hussein
Alia da Jordânia (em árabe: علياء بهاء الدين طوقان; nascida Alia Bahauddin Toukan; Cairo, 25 de dezembro de 1948 — Amã, 9 de fevereiro de 1977) foi a rainha consorte da Jordânia e a terceira esposa do rei Hussein da Jordânia de seu casamento em 1972 até sua morte em um acidente de helicóptero em 1977. O nome do aeroporto internacional de Amã foi dado em homenagem a ela.

## Família e infância
A filha de Sayyid Baha ud-din Toukan (ou Toukan), ex-embaixador da Jordânia na Corte de São Jaime (Reino Unido), Itália, Turquia e Egito, com sua esposa, Hanan Hashim. Alia nasceu no Cairo, Egito, em dezembro de 1948. Seu pai era um palestino de Nablus, que se instalou em Salt, perto de Amã. Ele serviu ao Rei Abdullah I, ajudou a escrever a Constituição da Jordânia, e foi Jordan do primeiro Embaixador para as Nações Unidas.
Ela passou a maior parte de seus anos de infância viajando com seus pais durante a carreira de seu pai no corpo diplomático da Jordânia: viveu no Egito, Turquia, Londres, Estados Unidos, e Roma. Frequentou a Escola Igreja em Londres com seus irmãos mais novos, Alaa e Abdullah. Foi educada no Centro de Artes Liberais de Loyola University Chicago. Ela estudou ciências políticas com especialização em psicologia social e relações públicas no Hunter College em Nova York. Era interessada em esportes e escrever, e ela queria ser diplomata. Em 1971, ela se mudou para a Jordânia, onde trabalhou para a Royal Jordanian. Foi convidada pelo rei Hussein bin Talal para supervisionar os preparativos para o primeiro Festival Internacional de Esqui na Água realizada em Aqaba, em setembro de 1972.

## Casamento e filhos
Alia se casou com o rei em uma cerimônia privada em 24 de dezembro de 1972, e foi intitulado  Rainha Alia da Jordânia (árabe: علياء الحسين).
Eles tiveram dois filhos:
- Princesa Haya (nascida em 3 de maio de 1974).
- Príncipe Ali (nascido em 23 de dezembro de 1975).

Adotaram juntos Abir, uma menina palestina de 5 anos de idade, cuja mãe tinha sido morta por um acidente de avião em um campo de refugiados perto do aeroporto de Amã.

## Rainha

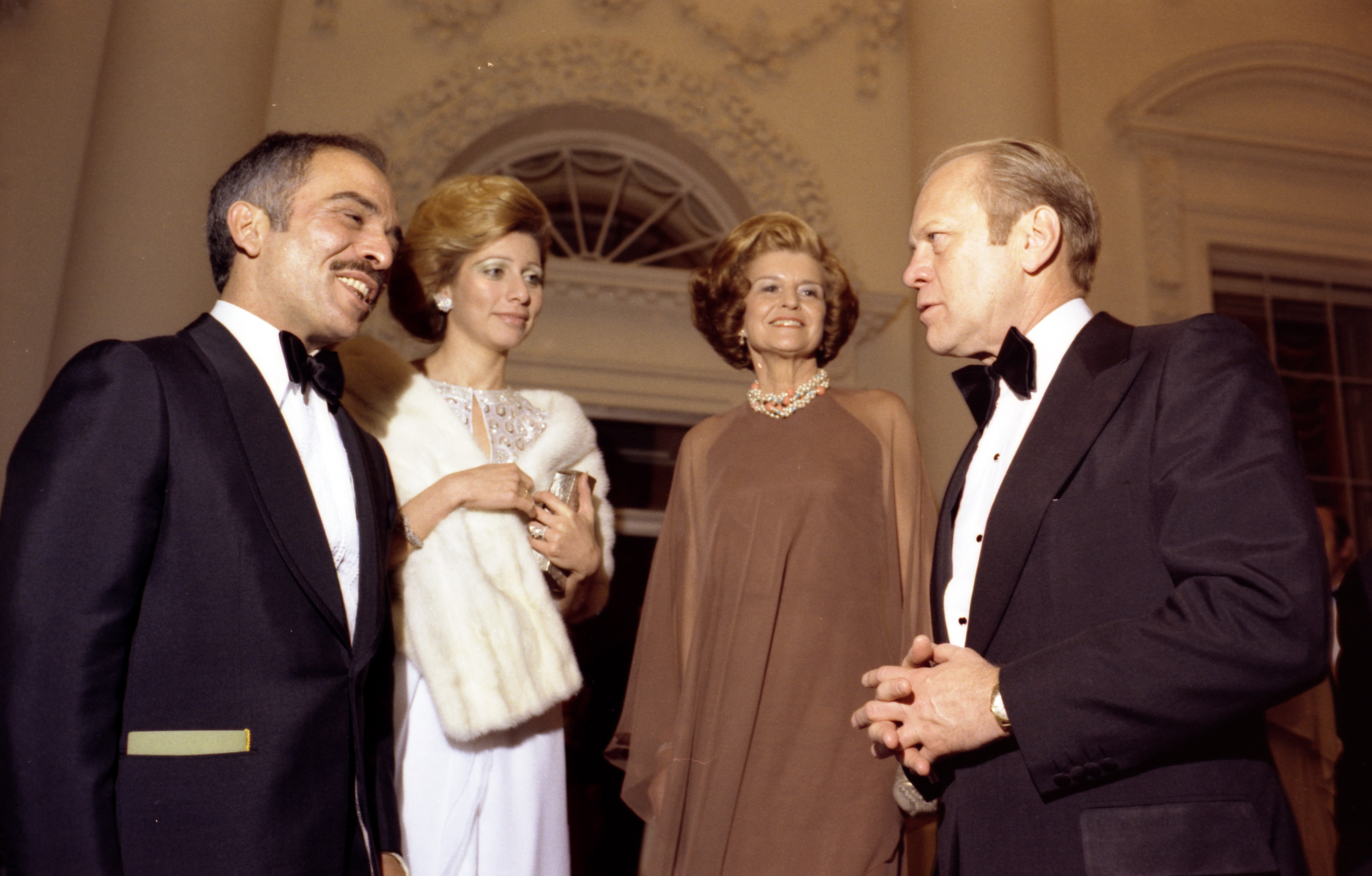
Queen Alia (à esquerda) com seu marido seguinte jantar de Estado com Betty e Gerald Ford em 30 de Março de 1976.

Rainha Alia fundou o Gabinete da Rainha da Jordânia e deu-lhe um papel ativo e público. O papel ativo que ela tomou na Jordânia foi imitado por seus sucessores. Ela financiou projetos de desenvolvimento social, com especial ênfase nas mulheres e crianças. Muitas vezes fez visitas de surpresa aos hospitais e instituições nacionais, com o objetivo de elevar os padrões de serviço e ajudar as pessoas a ajudarem a si mesmos. Em seu esforço para garantir que as crianças de origens pobres recebessem o seu direito à educação, ela promoveu laços estreitos com as escolas, como a Escola Schneller para órfãos, levando muitas das crianças de rua para lá. Seu compromisso com a melhoria dos serviços sociais continuou durante toda a sua vida e ainda foi perseguido em seu nome após sua morte, quando o rei Hussein garantiu a continuidade das muitas bolsas de estudo dadas em sua honra.
Amadora das artes e da literatura, Alia inspirou a criação de bibliotecas em todo o país, incluindo uma no Banco Central da Jordânia e outra no Medical City King Hussein. Seu interesse pelas artes levou à fundação do Centro Cultural Haya para crianças, o Nacional de Folclore Troupe e a Galeria de Arte Alia. Ele também foi fundamental na concepção do Festival Jerash das Artes.
Em 1974, Alia pediu para ser concedido as mulheres o direito de votar e ser eleito para o parlamento. Em 4 de abril de 1974, uma lei de concessão foi promulgada as mulheres este direito; no entanto, a suspensão da vida parlamentar na Jordânia entre 1974 e 1989 impediram a sua implementação.
Em 1976, Alia recebeu a grande estrela de honra pelos serviços prestados à República da Áustria.

## Morte
Alia morreu em um acidente de helicóptero em Amã, na Jordânia, em 9 de fevereiro de 1977. O principal aeroporto de Amã, o Aeroporto Internacional Rainha Alia (AMM), foi concluído em 1983 e nomeado em sua honra. Ele está localizado a 20 milhas ao sul da cidade e substituindo Amman Marka International Airport (agora Amman Aeroporto Civil) como porta de entrada principal da cidade.

## Títulos e estilos
- 25 de dezembro de 1948 — 24 de dezembro de 1972: Senhorita Alia Baha ad-din Toukan
- 24 de dezembro de 1972 — 9 de fevereiro de 1977: Sua Majestade a Rainha da Jordânia

## Codecorações
Honras nacionais
- Dama da Grande Cordon com colar da Ordem da al-Hussein bin Ali.[1]
- Dame Grande Cordão da Suprema Ordem do Renascimento [classe especial] (24 de dezembro 1972).).[1]

Distinções no exterior
- Dama Grande Cordão da Order of the Precious Crown (Império do Japão, 10 de março 1976).[1]
- Grande estrela de honra pelos serviços prestados à República da Áustria (República da Áustria, 1976).

## References
1. 1 2 3  Royal Ark